# Stolotermitidae
Stolotermitidae (лат.) — семейство термитов. Около 15 видов. Одна из базальных групп, которая ранее рассматривалась в составе семейства Termopsidae.

## Распространение
Южное полушарие: Австралия, Южная Африка, Южная Америка. И частично Палеарктика (ископаемый вид из Японии).

## Описание
Оцеллии и фонтанеллы у имаго отсутствуют, а их лапки 4-члениковые; церки 4—5-члениковые. Усики имаго самок и самцов и солдат 13—19-члениковые, правая жвала с дополнительным зубцом. Формула шпор голеней имаго: 3-3-2 или 2-2-2 (Stolotermes), 3-3-3 или 3-3-4 (Porotermes)). У солдат пронотум и голова плоские, бёдра вздутые; лапки 3-4-члениковые . Гнёзда в гнилой древесине

## Систематика
Семейство включает 2 современных рода и один ископаемый. Ранее эту группу рассматривали в составе семейства Termopsidae s.l. Таксон был впервые выделен в ранге подсемейства в 1910 году. Статус отдельного семейства Stolotermitidae получил в 2009 году (Engel, Grimaldi, Krishna, 2009).
- Stolotermitinae
  - Stolotermes Hagen, 1858 — 7 современных видов и 2 ископаемых (миоцен Новой Зеландии и Японии)
- Porotermitinae
  - Porotermes Hagen, 1858 — 3 вида
  -  ?†Chilgatermes  Engel, Pan, and Jacobs, 2013 — 1 вид (28 млн лет, олигоцен; Эфиопия)[6]
    - †Chilgatermes diamatensis  Engel, Pan, and Jacobs, 2013